# Wir waren ein Mann
Wir waren ein Mann (französischer Originaltitel: Nous étions un homme) ist ein französischer Spielfilm aus dem Jahr 1979 von Philippe Vallois mit Piotr Stanislas und Serge Avedikian.

## Handlung
Das Jahr 1943. Ein abgelegener Bauernhof irgendwo in Lot-et-Garonne. Guy lebt alleine dort und sammelt Harz von den Bäumen, um es zu einer nahe gelegenen Brennerei zu bringen. Eines Tages knallt ein Schuss: Nicht weit von der Farm entfernt findet Guy Rolf, einen verwundeten deutschen Soldaten. Guy heilt ihn und hindert ihn nach seiner Heilung daran, sich seiner Armee anzuschließen. Rolf bleibt, ohne vorher zu merken, dass er sich in seinen Freund verliebt. Die beiden Männer kommen sich näher, während Vertraulichkeiten, Zwischenfällen, Trinkkämpfen und unter dem wissenden Blick von Guys Verlobter. Im Herzen des Waldes folgen diese beiden Männer einem Kurs von Zweifeln, Angst und Gewalt, bevor sie ihrer Leidenschaft endlich freien Lauf lassen.

## Auszeichnung
Der Film erhielt den Silbernen Hugo auf dem Chicago International Film Festival.

## Kritik
Filmdienst: Kammerspielartiges Drama um Lust und Begierde, Freundschaft und homoerotische Liebe, bei der politisch-weltanschauliche Hintergründe keine größere Rolle spielen. Was zur Entstehungszeit als provokant galt, ist heute eher ein Dokument der Entwicklung der Schwulenbewegung.